# ثقافة بيلاروس

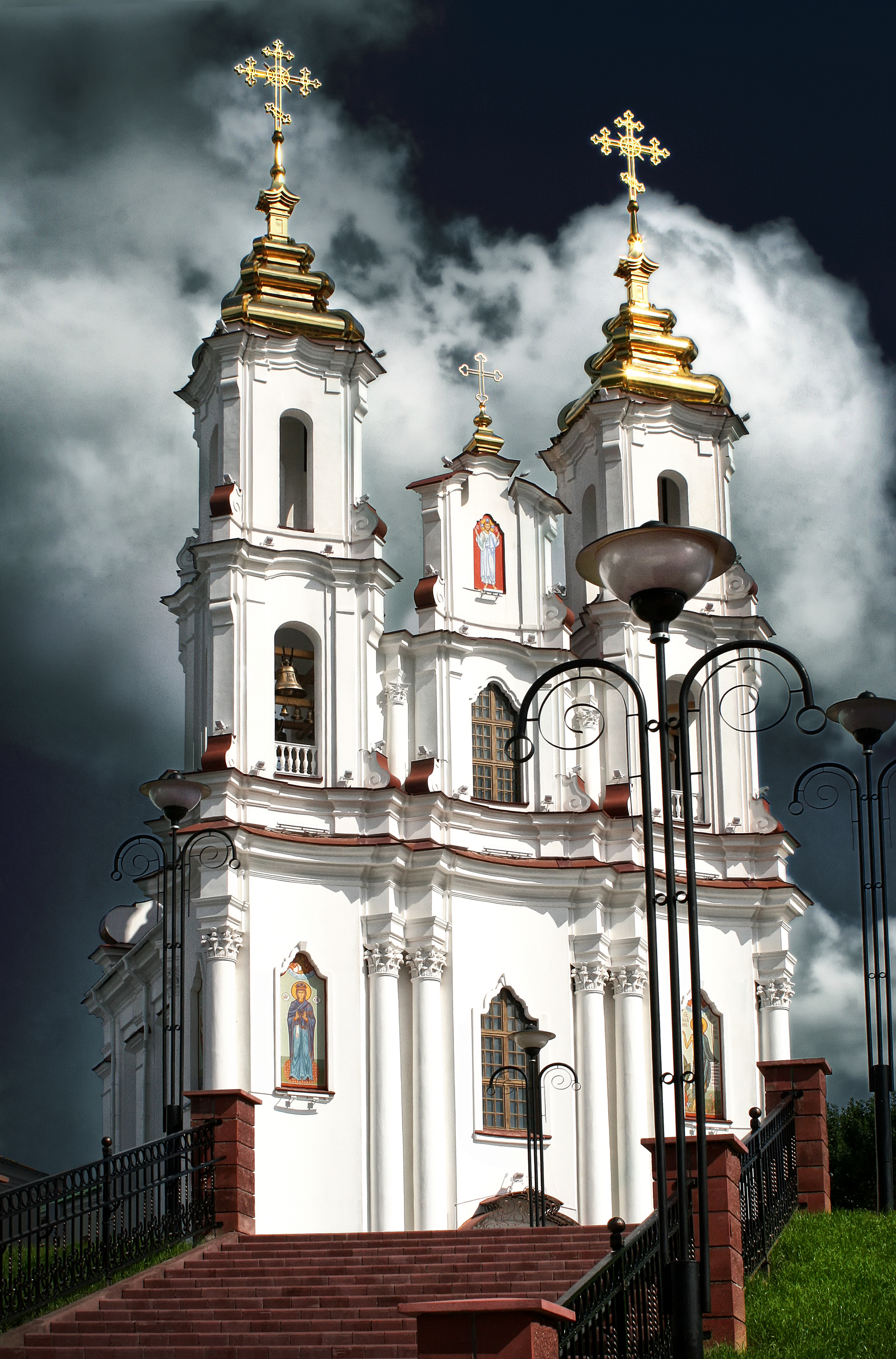

الثقافة البيلاروسية نتاج ألفية من التنمية في ظل تأثير عدد من العوامل المتنوعة. تشمل تلك العوامل البيئة المادية؛ الخلفية العرقية لبيلاروسيا (اندماج القادمين السلوفيين القادمين من البلطيق)؛ وثنية المستوطنين الأوائل ومضيفيهم؛ المسيحية الأرثوذكسية الشرقية بوصفها رابطًا مع التقاليد الأدبية والثقافية البيزنطية؛ والافتقار إلى الحدود الطبيعية في البلاد؛ تدفق الأنهار نحو البحر الأسود وبحر البلطيق؛ وتنوع الأديان في المنطقة (الكاثوليكية، الأرثوذكسية، اليهودية، والإسلام).
كان التأثير الغربي المبكر على الثقافة البيلاروسية متمثلًا بقانون مواثيق ماغدبورغ، الذي منح حكمًا ذاتيًا بلديًا وكان مستندًا إلى قوانين المدن الألمانية. قد منح دوقات وملوك عظماء هذه المواثيق في القرنين الرابع عشر والخامس عشر إلى عدد من المدن، بما فيها بريست، غرودونو، سلتسك، ومينسك. لا يعمل تقليد الحكم الذاتي على تيسير الاتصالات مع أوروبا الغربية فحسب، بل لقد زاد أيضًا الاعتماد على الذات، وروح المغامرة التجارية، والشعور بالمسؤولية المدنية.
في الفترة بين عامي 1517 و1519 ترجم فرانشيسك سكارينا (1490 – 1550) الكتاب المقدس (الإنجيل) إلى اللغة العامية (البيلاروسية القديمة). في ظل النظام الشيوعي، كان عمل سكارينا أقل من قيمته الحقيقية إلى حد كبير، ولكن في بيلاروسيا المستقلة أصبح مصدر إلهام للوعي الوطني الناشئ بقدر ما كان مصدر إلهامه بالدعوة التي وجهها إلى اللغة البيلاروسية، كما كان هو الحال مع أفكاره الإنسانية.
منذ القرن الرابع عشر وحتى القرن السابع عشر، عندما كانت أفكار الإنسانية والنهضة والإصلاح ناشطة في أوروبا الغربية، نوقشت هذه الأفكار في بيلاروسيا أيضًا بسبب العلاقات التجارية هناك، وتسجيل أبناء النبلاء وأصحاب النفوذ في الجامعات الغربية. ساهم الإصلاح والإصلاح المضاد إلى حد كبير في ازدهار الكتابات الجدلية وكذلك في انتشار المطابع والمدارس.
أثناء القرنين السابع عشر والثامن عشر، حين كانت بولندا وروسيا تقومان بإنجازات سياسية وثقافية عميقة في بيلاروسيا من خلال دمج طبقة النبلاء في ثقافاتهما، نجح الحكام في الربط بين الثقافة «البيلاروسية» مع الأساليب الريفية، والفلكلور، والثياب والعادات العرقية وتغشيتها بغطاء مسيحي. كانت هذه نقطة الانطلاق لبعض النشطاء الوطنيين الذين حاولوا تحقيق حكومة مستقلة لأمتهم في أواخر القرن التاسع عشر وأوائل القرن العشرين.
يتلخص تطور الأدب البيلاروسي، الذي نشر فكرة القومية للمواطن البيلاروسي، من خلال الأعمال الأدبية ليانكا كوبالا (1882 – 1942) وياكوب كولاس (1882 – 1956). أصبحت أعمال هؤلاء الشعراء، إلى جانب العديد من الكتاب البارزين الآخرين، من كلاسيكيات الأدب البيلاروسي الحديث من خلال كتابتهم بشكل واسع حول مواضيع ريفية (كان الريف هو المكان الذي سمع فيها الكُتّاب اللغة البيلاروسية) وأيضًا من خلال «عصرنة» اللغة الأدبية البيلاروسية التي لم تستخدم إلا قليلًا منذ القرن السادس عشر. استمر مؤلفو حقبة ما بعد الاستقلال في استخدام المواضيع الريفية على نطاق واسع.
على عكس تركيز الأدب على الحياة الريفية، فإن مجالات أخرى من الثقافة مثل الرسم والنحت والموسيقى والأفلام والمسرح تمحورت حول الواقع الحضري، والشواغل والقيم العالمية.

## اللباس
يرجع الثوب البيلاروسي التقليدي المكون من قطعتين إلى زمن روس الكييفية، ولا يزال يرتدى اليوم في مناسبات خاصة. بسبب المناخ البارد في بيلاروس، كانت الملابس مصنوعة من الأقمشة التي توفر تغطية ودفءًا. صُممت الملابس إما بعدة خيوط مختلفة من الألوان منسوجة معًا أو مزخرفة بزينة رمزية. عادة ما كان النبلاء البيلاروسيين يستوردون أقمشتهم الخاصة ويختارون ألوان الأحمر أو الأزرق أو الأخضر. كان الذكور يرتدون قميصًا وسروالًا مزينًا بحزام، في حين كان الإناث يرتدين قميصًا أطول، وتنورة ملفوفة يطلق عليها اسم «بانيوفا»، وحجاب. تأثرت الثياب أيضًا باللباس الذي يرتديه البولنديون والليتوانيون واللاتفيون وغيرهم من سكان الدول الأوروبية، وتغيرت أيضا بمرور الوقت بسبب تحسن تقنيات صناعة الملابس. يلعب التطريز دورًا هامًا في التقاليد البيلاروسية.